# بازدارنده رگ‌زایی مختص به مغز
بازدارنده‌های رگ‌زایی مختص به مغز (انگلیسی: Brain-specific angiogenesis inhibitors) گروهی از گیرنده جفت‌شونده با پروتئین جی هستند که متعلق به خانوادهٔ گروه B یا گیرنده سکرتین هستند.

## انواع
- بازدارنده رگ‌زایی ۱ مختص به مغز
- بازدارنده رگ‌زایی ۲ مختص به مغز
- بازدارنده رگ‌زایی ۳ مختص به مغز